# Sergej Kotov (2021)
Sergej Kotov byla hlídková loď ruského námořnictva projektu 22160, jejímž hlavním úkolem byla ochrana teritoriálních vod, hlídkování ve výlučné námořní ekonomické zóně země, potírání pirátů a pašeráků, záchranné mise, monitorování životního prostředí. Ruské námořnictvo objednalo celkem šest plavidel této třídy.
Stavba lodi byla zahájena 8. května 2016. Na vodu byla spuštěna 29. ledna 2021 a do služby vstoupila 30. července 2022. V noci ze 4. na 5. března 2024 byla poblíž Kerčské úžiny zasažena ukrajinskými námořními drony Magura V5. Ukrajinská vojenská rozvědka oznámila, že šlo o operaci jedné z jejích speciálních jednotek. Agentura Unian zveřejnila videozáznam, který podle ní zachycuje potopení plavidla. Rusko zprávu oficiálně nekomentovalo, ale o zničení lodě informovaly ruské proválečné účty na platformě Telegram.
Podle ukrajinských zdrojů se jednalo o operaci speciální jednotky ukrajinské rozvědky GUR „Skupina 13“. Na palubě lodi byl buď vrtulník Ka-29 nebo Ka-27, který byl zničen společně s lodí. Ruští milblogeři tvrdí, že šlo už o čtvrtý ukrajinský útok na tuto loď od zahájení ruské invaze a že se posádce podařilo odrazit podobné ukrajinské útoky v červenci, srpnu a září 2023. Černomořská flota se po útoku ukrajinských dronů pokusila odtáhnout loď do přístavu, ale poškození bylo tak vážné, že se potopila asi pět kilometrů od mysu Takil na jihovýchodě Krymu.